# Felix Hamrin

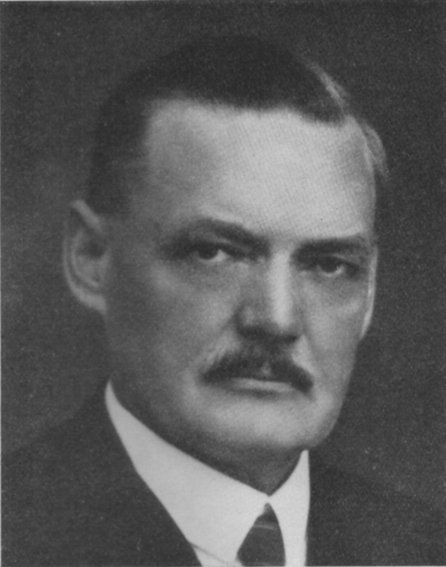
Felix Hamrin.

Felix Teodor Hamrin (Mönsterås, 14 januari 1875 - Jönköping, 27 november 1937) was een Zweeds politicus en premier.

## Studies en beroepsloopbaan
Als zoon van een lederhandelaar studeerde hij aan de economische school van Göteborg. Vervolgens richtte hij een commerciële groothandel op, die hij van 1903 tot 1930 leidde. Hamrin maakte ook deel uit van de handelskamers van Småland en Blekinge.

## Politieke loopbaan
In 1911 werd Hamrin namens de Vrijzinnige Vereniging en later de Liberale Partij lid van het Lagerhuis van de Rijksdag en bleef dit tot in 1914. Vervolgens zetelde hij van 1918 tot aan zijn dood in de Zweedse Senaat. Nadat de Liberale Partij in 1924 uiteenviel, trad hij toe tot de Vrijzinnige Volkspartij van Carl Gustaf Ekman. Van juni tot oktober 1928 was hij in de regering van Carl Gustaf Ekman minister van Handel.
Toen Ekman op 6 augustus 1932 één maand voor de parlementsverkiezingen na een crisis binnen de Zweedse lucifersector ontslag moest nemen als premier, werd Hamrin door koning Gustaaf V benoemd tot de premier van een overgangsregering.
Toen de liberalen bij de verkiezingen van 1932 een grote verkiezingsnederlaag leden, trad hij op 26 september 1932 alweer af als premier. Hoewel hij erg kort in functie was, slaagde hij erin om de Zweedse economie te stabiliseren ondanks het einde van de monopolie van de Zweedse lucifersector. In 1933 nam Ekman ontslag als voorzitter van de Vrijzinnige Volkspartij, waarna Hamrin hem opvolgde als partijvoorzitter. Nadat de liberalen zich in 1934 weer verenigden, was hij van 1934 tot januari 1935 de eerste partijvoorzitter van de Liberale Volkspartij. Van 1934 tot 1937 was hij de gouverneur van de provincie Jönköpings län.
- Gemeinsame Normdatei: 1244189936
- International Standard Name Identifier: 0000 0003 8532 3409
- Library of Congress Control Number: no2010161821
- Virtual International Authority File: 228891029
- WorldCat: E39PBJk8YWTHbjrxg94KcY9VYP